# Шафрот, Джон Франклин
Джон Фра́нклин Ша́фрот (англ. John Franklin Shafroth; 9 июня 1854, Фейетт, Миссури — 20 февраля 1922, Денвер) — американский политик, сенатор, член Палаты представителей, 18-й губернатор Колорадо.

## Биография
Джон Шафрот родился в городе Фейетт, штат Миссури. В 1875 году он окончил юридический факультет Мичиганского университета в Анн-Арборе, в 1876 году был принят в коллегию адвокатов, после чего занялся частной адвокатской практикой в Фейетте. В 1879 году он переехал в Денвер, где продолжил работать адвокатом. В 1882 году Шафрот стал помощником прокурора, а в 1887 году был избран прокурором города, и оставался на этой должности до 1891 года.
В 1894 году Шафрот был избран в Палату представителей США от Республиканской партии. Он дважды переизбирался на эту должность (в 1896 и 1898 годах). В 1900 году Шафрот вновь победил на выборах, но уже от Демократической партии. Его переизбрание в 1902 году было оспорено и 15 февраля 1904 года Шафрот ушёл из Конгресса, не отбыв до конца свой термин.
3 ноября 1908 года Шафрот был избран 18-м губернатором Колорадо, и 12 января 1909 года был приведён к присяге. 8 ноября 1910 года он был переизбран на второй срок. Во время его пребывания в должности была сформирована Комиссия по охране штата, на опасных и вредных производствах был введён 8-часовой рабочий день, были законодательно урегулированы трудовые права женщин и детей. Также были приняты законы о прямых выборах сенаторов, фабричной инспекции и прямых первичных выборах.
Шафрот покинул свой пост 14 января 1913 года, и через два месяца был избран в Сенат США, где служил в течение последующих шести лет. Он сыграл ключевую роль в принятии закона о Федеральном резерве 1913 года, был председателем Комитета по Тихоокеанским островам и Пуэрто-Рико (63-й, 64-й и 65-й Конгресс), а также Комитета по Филиппинам (65-й Конгресс). В 1919—1921 годах Шафрот возглавлял Комиссию по поддержке горнодобывающей отрасли.
Шафрот был женат на Вирджинии Моррисон (1855—1950), у них было четверо детей: Сьюди (1882—1886), Моррисон (1888—1978), Джордж (1891—1911) и Уилл (1894—1991).
Губернатор Джон Ф. Шафрот умер 20 февраля 1922 года в Денвере, штат Колорадо, и был похоронен на кладбище Фэрмаунт.